# Liste de refuges des Hautes-Pyrénées
Cet article présente les principaux refuges situés dans le département des Hautes-Pyrénées  par ordre alphabétique, avec leur localisation précise et capacité.

## Liste des refuges
| Nom du refuge                                        | Commune                      | Massif               | Situation                                  | Année | Coordonnées                 | Altitude | Eté | Hiver | Illustration |
| ---------------------------------------------------- | ---------------------------- | -------------------- | ------------------------------------------ | ----- | --------------------------- | -------- | --- | ----- | ------------ |
| Refuge du Col d'Andorre                              | Salles                       |                      | Vallée du Bergons                          |       | 43° 02′ 02″ N, 0° 09′ 38″ O | 1 440 m  | 10  | 10    |              |
| Refuge du Lac d'Aubert                               | Barèges                      | Massif du Néouvielle | Vallée du Néouvielle                       |       | 42° 50′ 25″ N, 0° 09′ 00″ E | 2 160 m  | 0   | 20    |              |
| Refuge d'Aygues-Cluses                               | Vielle-Aure                  | Massif du Néouvielle | Vallée du Néouvielle                       | 2023  | 42° 52′ 32″ N, 0° 08′ 37″ E | 2 130 m  | 35  | 35    |              |
| Refuge de Barroude                                   | Aragnouet                    | Massif de la Munia   | Vallée de la Géla                          |       | 42° 44′ 04″ N, 0° 08′ 39″ E | 2 373 m  | 35  | 10    |              |
| Refuge du Bastan                                     | Vielle-Aure                  | Massif de l'Arbizon  | Vallée du Néouvielle                       | 1973  | 42° 51′ 11″ N, 0° 12′ 35″ E | 2 230 m  | 20  | 12    |              |
| Refuge Baysselance                                   | Gavarnie-Gèdre               | Massif du Vignemale  | Vallée Luz- Gavarnie – Vallée d'Ossoue     | 1899  | 42° 46′ 46″ N, 0° 07′ 27″ O | 2 651 m  | 58  | 31    |              |
| Refuge de Caillauas                                  | Loudenvielle                 | Massif du Perdiguère | Vallée du Louron                           |       | 42° 43′ 15″ N, 0° 26′ 36″ E | 2 160 m  | 4   | 0     |              |
| Refuge du Campana de Cloutou                         | Bagnères-de-Bigorre          | Massif de l'Arbizon  | Vallée de Campan                           | 1980  | 42° 52′ 54″ N, 0° 12′ 20″ E | 2 225 m  | 36  | 36    |              |
| Hôtel du Cirque de Gavarnie                          | Gavarnie                     | Massif du Mont-Perdu | Vallée de Gavarnie                         | 1845  | 42° 42′ 16″ N, 0° 00′ 29″ O | 1 570 m  | 20  | 25    |              |
| Refuge du Cap de Long                                | Aragnouet                    | Massif du Néouvielle | Vallée d'Aure                              |       | 42° 49′ 09″ N, 0° 08′ 28″ E | 2 170 m  | 12  | 12    |              |
| Chalet Refuge du Clot                                | Cauterets                    | Massif de Cauterets  | Vallée de Cauterets – Vallée du Marcadau   |       | 42° 51′ 09″ N, 0° 08′ 55″ O | 1 562 m  | 43  | 43    |              |
| Toue de Cetira                                       | Estaing                      | Massif de Cauterets  | Val d'Azun                                 |       | 42° 52′ 21″ N, 0° 13′ 41″ O | 1 591 m  | 0   | 0     |              |
| Toue de Doumblas                                     | Arrens-Marsous               | Massif du Balaïtous  | Val d'Azun                                 |       | 42° 52′ 08″ N, 0° 15′ 59″ O | 1 563 m  | 1   | 1     |              |
| Refuge des Espuguettes                               | Gavarnie-Gèdre               | Massif du Mont-Perdu | Vallée Luz - Gavarnie - Cirque de Gavarnie | 1972  | 42° 43′ 12″ N, 0° 00′ 44″ E | 2 027 m  | 54  | 8     |              |
| Refuge d'Estom                                       | Cauterets                    | Massif du Vignemale  | Vallée de Cauterets – Vallée de Lutour     |       | 42° 48′ 28″ N, 0° 05′ 59″ O | 1 804 m  | 20  | 0     |              |
| Hôtellerie de la Fruitière                           | Cauterets                    | Massif du Vignemale  | Vallée de Lutour                           |       | 42° 51′ 12″ N, 0° 05′ 54″ O | 1 371 m  | 0   | 0     |              |
| Hôtellerie du Lac de Gaube                           | Cauterets                    | Massif du Vignemale  | Vallée de Gaube                            | 1861  | 42° 50′ 02″ N, 0° 08′ 20″ O | 1 750 m  |     |       |              |
| Refuge de La Glère                                   | Barèges                      | Massif du Néouvielle | Vallée Luz-Gavarnie – Vallée de la Glère   | 1953  | 42° 51′ 39″ N, 0° 05′ 25″ E | 2 184 m  | 60  | 30    |              |
| Grange de Holle                                      | Gavarnie-Gèdre               | Massif du Vignemale  | Vallée des Espécières                      | 1978  | 42° 44′ 23″ N, 0° 01′ 21″ O | 1 495 m  | 62  | 62    |              |
| Refuge du Haugarou                                   | Aucun                        |                      | Val d'Azun                                 |       | 43° 00′ 02″ N, 0° 12′ 57″ O | 1 215 m  | 16  | 16    |              |
| Refuge d'Ilhéou-Raymond Ritter                       | Estaing                      | Massif de Cauterets  | Vallée de Cauterets - Vallée d'Ilhéou      | 1970  | 42° 51′ 58″ N, 0° 10′ 25″ O | 1 988 m  | 22  | 00    |              |
| Refuge de Larribet                                   | Arrens-Marsous               | Massif du Balaïtous  | Val d'Azun                                 | 1958  | 42° 51′ 29″ N, 0° 17′ 20″ O | 2 065 m  | 60  | 32    |              |
| Refuge Ledormeur                                     | Arrens-Marsous               | Massif du Balaïtous  | Val d'Azun                                 | 1926  | 42° 51′ 20″ N, 0° 15′ 51″ O | 1 917 m  | 12  | 12    |              |
| Chalet - Refuge de Pailha                            | Gavarnie-Gèdre               | Massif du Mont-Perdu | Vallée de Luz - Gavarnie - Barèges         |       | 42° 43′ 11″ N, 0° 00′ 03″ E | 1 748 m  | 44  | 0     |              |
| Auberge du Maillet                                   | Gavarnie-Gèdre               | Massif de la Munia   | Vallée de Héas                             |       | 42° 44′ 11″ N, 0° 05′ 12″ E | 1 837 m  | 35  | 0     |              |
| Refuge de Migouélou                                  | Arrens-Marsous               | Massif du Balaïtous  | Val d'Azun                                 | 1971  | 42° 53′ 08″ N, 0° 17′ 55″ O | 2 278 m  | 35  | 8     |              |
| Refuge des Oulettes de Gaube                         | Cauterets                    | Massif du Vignemale  | Vallée de Cauterets - Vallée de Gaube      | 1964  | 42° 47′ 34″ N, 0° 08′ 29″ O | 2 151 m  | 85  | 30    |              |
| Refuge - Auberge de l'Oule                           | Aragnouet                    | Massif de l'Arbizon  | Vallée du Néouvielle - Vallée d'Aure       |       | 42° 49′ 28″ N, 0° 12′ 26″ E | 1 820 m  | 28  | 28    |              |
| Refuge d'Ouscouaou                                   | Beaucens                     |                      | Hautacam - Pic du Midi                     |       | 42° 57′ 14″ N, 0° 02′ 06″ E | 1 872 m  | 4   | 4     |              |
| Chalet hôtel du Lac d'Orédon                         | Aragnouet                    |                      | Vallée du Néouvielle                       | 1900  | 42° 49′ 34″ N, 0° 10′ 10″ E | 1 940 m  | 80  | 8     |              |
| Refuge Packe                                         | Luz-Saint-Sauveur - Betpouey | Massif du Néouvielle | Vallée du Bolou et de Rabiet               | 1896  | 42° 49′ 58″ N, 0° 05′ 02″ E | 2 509 m  | 8   | 8     |              |
| Hôtellerie du Pont d'Espagne                         | Cauterets                    | Massif de Cauterets  | Vallée du Marcadau                         | 1888  | 42° 51′ 04″ N, 0° 08′ 24″ O | 1 500 m  |     |       |              |
| Refuge de Port-Bielh                                 | Vielle-Aure                  | Massif de l'Arbizon  | Vallée du Néouvielle                       |       | 42° 51′ 40″ N, 0° 11′ 13″ E | 2 100 m  | 3   | 3     |              |
| Refuge de Prat-Cazeneuve Ou Aygues Tortes            | Loudenvielle                 | Massif du Perdiguère | Vallon d'Aygues Tortes                     |       | 42° 42′ 13″ N, 0° 26′ 16″ E | 2 020 m  | 8   | 8     |              |
| Hospice du Rioumajou                                 | Saint-Lary-Soulan            | Massif de Suelza     | Vallée du Rioumajou                        |       | 42° 42′ 29″ N, 0° 17′ 38″ E | 1 550 m  | 24  | 0     |              |
| Refuge Russel                                        | Cauterets                    | Massif d'Ardiden     | Vallée de Cauterets – Vallée de Lutour     |       | 42° 49′ 32″ N, 0° 05′ 11″ O | 1 980 m  | 15  | 15    |              |
| Refuge des Sarradets (refuge de la Brèche de Roland) | Gavarnie-Gèdre               | Massif du Mont-Perdu | Vallée Luz-Gavarnie – Cirque de Gavarnie   | 1956  | 42° 41′ 46″ N, 0° 02′ 00″ O | 2 587 m  | 57  | 30    |              |
| Refuge de la Soula                                   | Loudenvielle                 | Massif du Perdiguère | Vallon des Gourgs Blancs                   |       | 42° 43′ 22″ N, 0° 25′ 11″ E | 1 690 m  | 60  | 0     |              |
| Refuge de Tuquerouye                                 | Gavarnie-Gèdre               | Massif du Mont-Perdu | Vallée d'Estaubé                           | 1890  | 42° 41′ 52″ N, 0° 02′ 25″ E | 2 666 m  | 12  | 12    |              |
| Refuge Wallon                                        | Cauterets                    | Massif de Cauterets  | Vallée de Cauterets – Vallée du Marcadau   | 1909  | 42° 49′ 13″ N, 0° 11′ 41″ O | 1 865 m  | 120 | 30    |              |